# Міністерство з надзвичайних ситуацій Республіки Білорусь

Міністерство з надзвичайних ситуацій Республіки Білорусь — республіканський орган державного управління Білорусі.

## Призначення
- Регулювання та управління у сфері попередження та ліквідації надзвичайних ситуацій природного та техногенного характеру і цивільної оборони
- Забезпечення пожежної, промислової, ядерної та радіаційної безпеки
- Ліквідація наслідків катастрофи на Чорнобильській АЕС
- Створення і забезпечення збереження державного і мобілізаційного матеріальних резервів
- Регулювання у сфері безпеки судноплавства маломірних суден на внутрішніх водних шляхах Республіки Білорусь[1]

## Апарат
- Міністр генерал-лейтенант внутрішньої служби[2]
- Перший заступник Міністра
- Заступники Міністра
- Помічник Міністра
- Головне управління державної системи попередження і ліквідації надзвичайних ситуацій та цивільної оборони
- Управління аварійно-рятувальних служб та ліквідації надзвичайних ситуацій
- Управління діловодства та контролю виконання
- Управління кадрів
- Управління матеріально-технічного забезпечення
- Управління міжнародного співробітництва
- Управління нагляду та профілактики
- Управління правового забезпечення
- Управління фінансової та економічної роботи
- Відділ науки та інноваційного розвитку
- Відділ оперативного управління
- Відділ організації навчання населення та професійної підготовки
- Відділ режимно-секретної роботи
- Відділ зв'язку та оповіщення
- Відділ будівництва
- Сектор ідеологічної роботи
- Сектор забезпечення мобілізаційного
- Сектор власної безпеки

## Навчальні, наукові та інші підрозділи
- Установа «Науково-дослідний інститут пожежної безпеки та проблем надзвичайних ситуацій» Міністерства з надзвичайних ситуацій Республіки Білорусь
- Державна установа освіти «Командно-інженерний інститут» Міністерства з надзвичайних ситуацій Республіки Білорусь
- Установа освіти «Гомельський інженерний інститут» Міністерства з надзвичайних ситуацій Республіки Білорусь
- Державне установа освіти «Інститут перепідготовки та підвищення кваліфікації» Міністерства з надзвичайних ситуацій Республіки Білорусь
- Державне установа освіти «Ліцей при Гомельському інженерному інституті» Міністерства з надзвичайних ситуацій Республіки Білорусь
- Державна авіаційна аварійно-рятувальна установа «Авіація» Міністерства з надзвичайних ситуацій Республіки Білорусь
- Державна пожежна та аварійно-рятувальна установа «Республіканський загін спеціального призначення» Міністерства з надзвичайних ситуацій Республіки Білорусь
- Державна установа «Республіканський центр управління та реагування на надзвичайні ситуації» Міністерства з надзвичайних ситуацій Республіки Білорусь»
- Установа «Республіканський центр сертифікації і експертизи які ліцензуються видів діяльності» Міністерства з надзвичайних ситуацій Республіки Білорусь
- Установа «Республіканський центр тилового забезпечення» Міністерства з надзвичайних ситуацій Республіки Білорусь
- Республіканська контрольно-ревізійна інспекція при Міністерстві з надзвичайних ситуацій Республіки Білорусь
- Централізована бухгалтерія при Міністерстві з надзвичайних ситуацій Республіки Білорусь

## Підлеглі державні організації
- Адміністрація зон відчуження і відселення
- Науково-виробниче республіканське унітарне підприємство «Безпека надзвичайних ситуацій»
- Науково-виробниче республіканське унітарне підприємство «Белінвесткамплект»
- Науково-технічне республіканське унітарне підприємство «Диэкос»
- Республіканське науково-дослідне унітарне підприємство «Інститут радіології»
- Республіканське виробниче унітарне підприємство «Уніформ»
- Республіканське спеціалізоване унітарне підприємство «Полісся»
- Республіканське спеціалізоване унітарне підприємство «Радон»
- Республіканське унітарне підприємство авіаційної охорони лісів «Беллесавиа»
- Республіканське унітарне підприємство "Дитячий реабілітаційно-оздоровчий центр «Ждановичи»"
- Республіканське унітарне будівельно-монтажне підприємство «Держрезерв»
- Державна природоохоронна науково-дослідна установа «Поліський державний радіаційно-екологічний заповідник»
- Установа по зберіганню матеріальних цінностей «Беларускамбінат»
- Установа по зберіганню матеріальних цінностей «Весна»
- Установа по зберіганню матеріальних цінностей «Західний»
- Установа по зберіганню матеріальних цінностей «Знамя»
- Установа по зберіганню матеріальних цінностей «Космос»
- Установа по зберіганню матеріальних цінностей «Маяк»
- Установа по зберіганню матеріальних цінностей «Поріччя»